# Tsunehisa Itō
Tsunehisa Itō (jap. 伊東 恒久 Itō Tsunehisa; ur. 15 stycznia 1941 w prefekturze Kōchi, zm. 5 sierpnia 2021) – japoński scenarzysta, pisarz i eseista.

## Wybrana filmografia
- 1978: Manga Sarutobi Sasuke
- 1987: Zillion
- 1990: Robin Hood